# Клан (Приморски Алпи)
Клан (фр. Clans) насеље је и општина у Француској у региону Прованса-Алпи-Азурна обала, у департману Приморски Алпи која припада префектури Ница.
По подацима из 2006. године у општини је живело 536 становника, а густина насељености је износила 14 становника/km². Општина се простире на површини од 37,79 km². Налази се на средњој надморској висини од 700 метара (максималној 2.082 m, а минималној 264 m).

## Демографија
| 1962. | 1968. | 1975. | 1982. | 1990. | 1999. | 2006. | 2011. |
| ----- | ----- | ----- | ----- | ----- | ----- | ----- | ----- |
| 446   | 472   | 400   | 367   | 496   | 532   | 536   | 569   |

График промене броја становника у току последњих година